# Graine de soja
La graine de soja est une graine oléoprotéagineuse, comestible, produite par le soja, une plante annuelle originaire d’Asie orientale, nommée Glycine max (L.) Merr., de la famille des Fabaceae (ou Légumineuse).
Riche en protéines et en lipides, avec un profil en acides gras intéressant, cette graine qui est par ailleurs bien pourvue en vitamines du groupe B et en isoflavones, offre des atouts nutritionnels évidents.

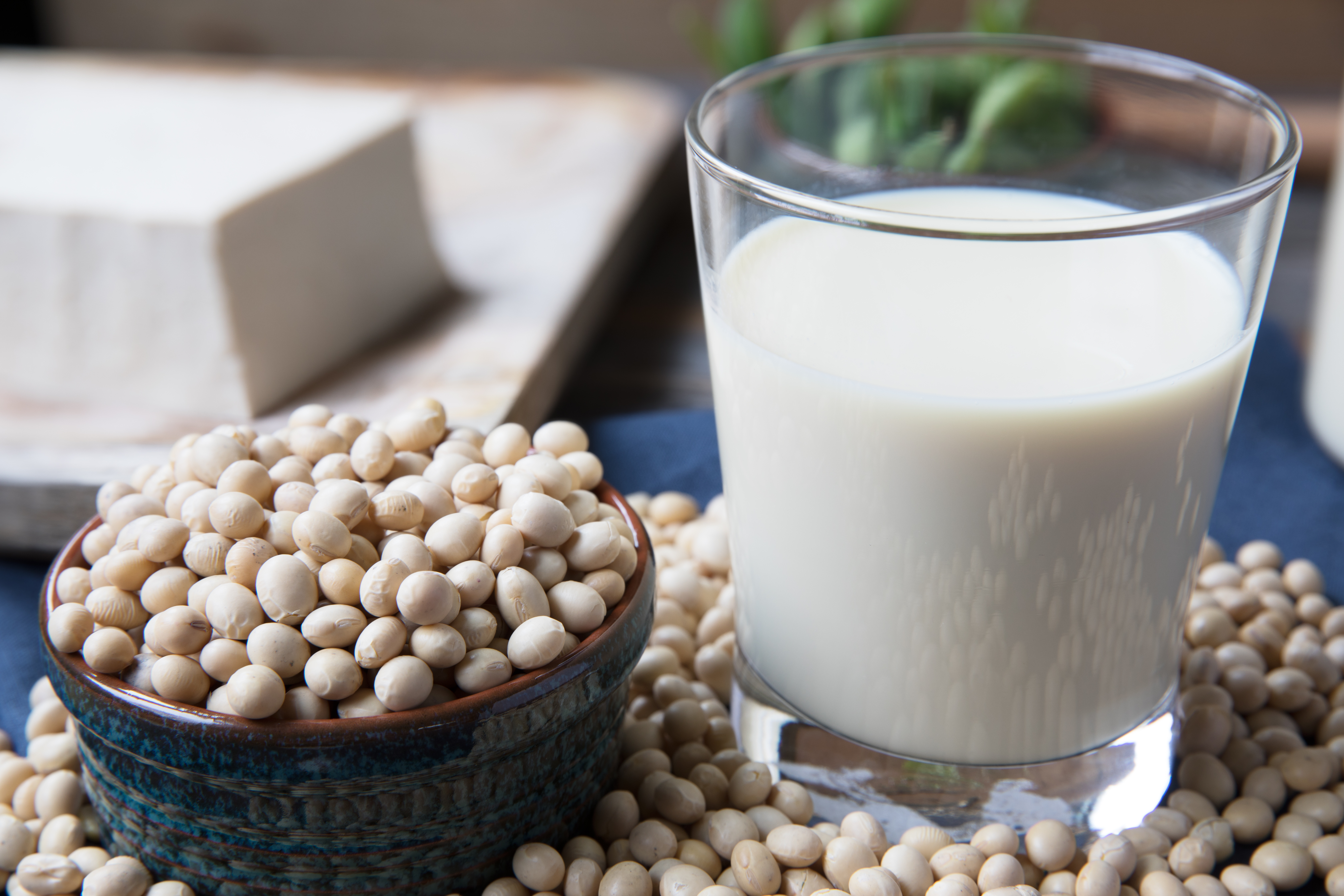
Graines de soja et jus de soja

En raison de sa richesse en facteurs antinutritionnels, la graine de soja crue est impropre à la consommation humaine. En Asie, elle est principalement consommée sous forme solide, après trempage et cuisson, et parfois fermentation : tofu en Chine, ou miso et natto au Japon et tempeh en Indonésie sont à la base de multiples recettes. Pour être accepté par les consommateurs occidentaux, le soja a été promu sous une forme semblable au lait et  aux laitages : lait de soja et crème dessert au soja.  
Par leurs propriétés phyto-œstrogéniques, les isoflavones ont suscité beaucoup d’intérêt pour leurs effets protecteurs potentiels sur le cancer, l’ostéoporose et les symptômes de la ménopause mais aussi soulevé de la méfiance vis-à-vis de propriétés prolifératrices sur les lignées tumorales.  En raison de traditions culinaires différentes, l’exposition aux isoflavones différentes des populations asiatiques et occidentales, expliquerait les résultats contrastés des études épidémiologiques sur les bienfaits et risques de la consommation du soja.  
Une consommation riche en soja protège la femme asiatique du cancer du sein, alors qu’aucun effet n’est décelable chez la femme occidentale. Cette différence pourrait s’expliquer par le fait qu’en Asie, cette consommation est régulière au cours de la vie et se déroule en particulier durant la période cruciale de l’adolescence. Les études scientifiques font ressortir deux périodes pour lesquelles une exposition aux isoflavones serait défavorable : in utero et juste après la naissance ainsi qu’à la ménopause.
La consommation humaine de graines de soja ne représente plus que 6 % de la production mondiale de soja. Le reste est trituré et transformé en huile de soja et en tourteaux de soja, pour nourrir les animaux d’élevage.

## Analyse nutritive
Le tableau ci-dessous reproduit la composition nutritive des graines de soja entières crues, fournie par la base Ciqual de l'anses. Le soja est un oléoprotéagineux riche en protéines et lipides. Bien que les graines crues soient impropres à la consommation humaine, elles sont à la base de très nombreux aliments dérivés par les peuples d’Asie orientale.

### Macronutriments

#### Les protéines
Les graines de soja constituent une des meilleures sources de protéines avec une teneur moyenne de 34,5 g/100g du même ordre de grandeur que celle du gigot d’agneau braisé (35,2 g/100g) et plus que celle de l’entrecôte de bœuf (partie maigre) (25,5 g/100g). Parmi les graines végétales, la graine de soja est plus riche que la  graine de quinoa (14,1 %), de sarrasin ou de blé tendre T80 (10,9 %). Selon les cultivars et les conditions de culture, la teneur en protéine peut varier du minimum de 29,6 g/100g au maximum 37,6 g/100g. Le soja est l’aliment d’origine végétale ayant la plus forte teneur en protéines.
Les graines de soja contiennent divers types de protéines : une petite minorité (10 %), extraites à l'eau, sont des albumines et une grosse majorité (90 %), extraites en solution de sels dilués, sont des globulines. Par ultracentrifugation, on peut séparer les différentes protéines en quatre fractions selon leur coefficient de sédimentation, (exprimé en unité Svedberg S): les albumines, au faible poids moléculaire, ont un coefficient de sédimentation d'environ 2S et les globulines ont un coefficient de sédimentation pour la majorité autour de 7S et 10-12S. La fraction 2S contient des inhibiteurs de la trypsine, le cytochrome C et α-conglycinine.
La fraction 7S contient majoritairement de la β-conglycinine, des lipoxygénases, de l'α-amylase, des lectines (hémagglutinines). La glycinine et la β-conglycinine sont les protéines les plus importantes de la graine de soja. Ce sont ces protéines globulaires qui ont la faculté remarquable de s'agréger sous l'effet d'un traitement particulier pour former un gel et ainsi de fabriquer du tofu à partir de jus de soja.
Les protéines de soja fournissent tous les acides aminés essentiels. Elles ont des teneurs élevées en lysine, un acide aminé limitant dans la plupart des céréales, et donc indispensable à la croissance des animaux. La lysine facilite la synthèse des protéines et l’assimilation des autres acides aminés. Par son apport en lysine, le soja est complémentaire des céréales qui en sont déficitaires. Les protéines de soja ont cependant des teneurs assez faibles en cystéine et méthionine, deux acides aminés soufrés, qui peuvent réduire la synthèse de nouvelles protéines corporelles sans apport d’une alimentation variée. En alimentation infantile, des formules à base de protéines de soja supplémentées en méthionine sont proposées aux enfants intolérants au lactose ou allergiques aux protéines de lait.
Les protéines de soja sont aussi responsables d’allergies.
Le soja comme beaucoup de légumineuses contient des facteurs antinutritionnels comme les lectines et les inhibiteurs de protéases qui réduisent la digestibilité, rendant les graines crues impropres à la consommation humaine.
La lectine est une glycoprotéine qui par sa capacité à se lier aux récepteurs des glycoprotéines sur les cellules épithéliales tapissant la muqueuse intestinale, inhibe la croissance en interférant avec l'absorption des nutriments. Lorsque ces graines sont fournies crues dans l’alimentation de la volaille et des porcs, elles peuvent causer des altérations histologiques de l’intestin grêle, interférer avec la digestion et l’absorption des nutriments et affecter la croissance des animaux. Le traitement thermique est la méthode la plus couramment utilisée pour réduire la quantité de facteurs antinutritionnels présents dans la graine de soja crue.
Pour l’homme en général, nausées, ballonnements, vomissements, et diarrhée caractérisent la toxicité aiguë orale des lectines. Mais les lectines qui sont sensibles à la chaleur, ne sont présentes qu'à des niveaux résiduels dans les produits à base de soja, comme le lait de soja ou le tofu (lorsqu’ils sont produits selon les recettes traditionnelles comportant un long trempage et une longue cuisson). 
Les inhibiteurs trypsiques sont d’autres facteurs antinutritionnels qui ralentissent l’hydrolyse des protéines alimentaires par les enzymes pancréatiques (trypsine et chymotrypsine)  et donc diminuent leur assimilation par l’organisme. Ils peuvent être éliminés par inactivation thermique ou par un processus de fermentation. Toutefois, ils ne doivent pas être bannis de l’alimentation car ils peuvent jouer un rôle favorable dans l’inhibition de certains processus de cancérogenèse.

#### Les lipides
Les graines de soja contiennent en moyenne 19,2 g/100g de lipides. Elles sont pauvres en acides gras saturés (AGS) et mono-insaturés (AGMI) mais fournissent 10,8 g/100g d’acides gras poly-insaturés (AGPI).
Elles font partie des graines huileuses riches en acides gras poly-insaturés (principalement sous forme d’acide linoléique oméga-6) toutefois elles sont bien moins riches que la noix (44 g/100g d’AGPI) ou les graines de tournesol (36 g/100g), de lin, de chia etc..
Comme c’est généralement le cas pour les graines et fruits à coque, la teneur en lipides des graines de soja est très variable en fonction de la variété de soja et des conditions de culture.
Les graines de soja et plus particulièrement les germes, contiennent des phytostérols (ou stérols végétaux). Ces composés se retrouvent dans l’huile de soja avec une concentration qui varie de 250 à 400 mg/100g. Ils permettraient de diminuer les risques cardiovasculaires par un effet hypocholestérolémiant.

#### Les glucides
Parmi les polysaccharides digestibles de la graine de soja, on trouve de l’amidon à raison de 12,3 g/100g, une teneur bien moindre que celle les graines de céréales - celle de la farine de froment T80 est de 71 g/100g. Il y a aussi des sucres (7,33 g/100g) constitués d’arabinose, de fructose, de rhamnose et de saccharose qui sont tous solubles.
La graine de soja contient aussi des glucides fermentescibles (des α-galacto-oligosaccharides), le stachyose, le raffinose et le verbascose, responsables de la mauvaise digestibilité des produits dérivés du soja et donc d’une mauvaise absorption des protéines. L’organisme humain ne possédant pas d’enzymes capables de les hydrolyser, ils sont alors métabolisés par des micro-organismes intestinaux en libérant du dioxyde de carbone, du méthane et de l’hexane, responsables des flatulences. Ces glucides fermentescibles sont considérés comme des facteurs antinutritionnels mais leur solubilité dans l’eau permet leur élimination après rinçage et ébullition suivie d’un long trempage des graines dans l’eau. Lors de la fermentation des graines de soja, pour produire du tofu, les micro-organismes consomment ces glucides fermentescibles et les dégradent partiellement.

### Micronutriments
Les graines de soja sont extrêmement riches en vitamine B9 (164 % de l’AJR pour 100 g), vitamine B1, vitamine B2 et vitamine B6. La vitamine E, 10 à 20 fois plus concentrée dans le germe de soja que dans la graine entière, est principalement représentée par sa forme active alpha-tocophérol.
Elles sont aussi riches en potassium, phosphore, magnésium et calcium.

## Composés phytochimiques
Le soja contient des anthocyanes, flavonols, flavones, isoflavones et chalcones ainsi que leurs dérivés avec les acides acétique, p-hydroxybenzoïque, caféique, coumarique, etc. Parmi ceux-ci, les isoflavones ont attiré l’attention des chercheurs car ils sont à l’origine d’espoirs thérapeutiques en raison de leurs effets protecteurs potentiels sur le cancer, les maladies cardiovasculaires, l’ostéoporose et les symptômes de la ménopause. Mais ils sont aussi à l’origine d’inquiétudes vis-à-vis par exemple de la prolifération de lignées tumorales. Ces isoflavones sont des phyto-œstrogènes, capables d’induire in vivo des effets comparables aux œstrogènes animaux, effets qui sont liés à leur capacité à se fixer aux récepteurs des œstrogènes. Le soja a acquis son statut d’« aliment fonctionnel » grâce à la présence de ces isoflavones à des teneurs allant de 1 à 3 mg/g dans les graines à maturité. Le contenu en isoflavones des graines de soja représente environ 72 % des phénols totaux.
Les isoflavonoïdes de la graine de soja sont des hétérosides acylés dérivant de trois génines isoflavoniques : la génistéine, la daidzéine et la glycitéine. Ces trois isoflavones qui n’apparaissent qu’en faibles concentrations dans le soja, sont présents principalement sous forme de glucosides (liés à un glucose), d’acétylglucosides et surtout de malonylglucosides. Dans le tube digestif, la daidzéine est métabolisée en dihydrodaidzéine puis en équol, métabolite hautement œstrogénique. Ces phytomicronutriments sont 5 à 10 fois plus concentrés dans le germe que dans le reste de la graine de soja.
Selon la base Phenol-Explorer, le contenu en isoflavonoïdes de la farine de soja est résumé dans le tableau suivant :
Une fois hydrolysée, la farine de soja contient 50,22 mg/100g de daidzéine, 46,43 mg/100g de génistéine, et 8,60 mg/100g de glycitéine.
Afin de mesurer l’activité antioxydante du soja, de nombreuses évaluations du contenu phénolique total, du tanin total et des flavonoïdes totaux ont été pratiquées. Ces valeurs sont très dépendantes de la variété cultivée, du mode de culture, du traitement après récolte et du solvant utilisé pour l’extraction. D'après les mesures de Prvulović et al., le contenu phénolique total (PT), le tanin total (TT), le contenu flavonoïde total (FT) et la capacité antioxydante de 5 cultivars de soja, extraits avec 3 solvants différents (acétone, éthanol, méthanol), dépendent à la fois du solvant d'extraction et de la variété cultivée.
Les contenus PT, TT et FT les plus élevés de cette étude ont été obtenus par extraction à 70 % d’acétone. Alors que les activités antioxydantes les plus élevées pour le piégeage des radicaux libres dans une solution de DPPH ont été obtenues par extraction à 70 % d’éthanol, celles du pouvoir antioxydant réducteur du fer (FRAP) sont semblables.  
| Phénol total, tanin total, flavonoïdes totaux des graines de soja (PT, TT et FT en mg équivalent quercétine/g ; antioxydant en mg équivalent trolox/g) |         |       |       |       |       |       |
| Variété | Solvant | PT    | TT    | FT    | DPPH  | FRAP  |
| Merkur | Acétone | 3,278 | 0,806 | 0,755 | 6,37  | 12,85 |
| Merkur | Éthanol | 2,255 | 0,685 | 0,237 | 10,98 | 12,64 |

Les graines de soja contiennent aussi des saponosides (ou saponines), des hétérosides triterpéniques caractérisées par leurs propriétés tensio-actives : ils se dissolvent dans l’eau en formant des solutions moussantes. On les trouve avec la teneur importante de 5,6 g/100g (du poids sec) dans les graines de soja entières crues et de 0,3 g/100g dans l’isolat de protéine Promine-D. Une dizaine d’hétérosides à génine triterpéniques ont été identifiées dans le soja. Ils sont divisés en deux groupes A et B. Les saponosides A se trouvent dans le germe et ont une saveur astringente. Les saponosides B se trouvent dans le germe et les cotylédons.  Bien qu’ayant des propriétés antinutritionnelles, les saponosides peuvent stimuler le système immunitaire, se lier au cholestérol et empêcher son absorption.
Les graines de soja contiennent de 1 à 1,5 % d’acide phytique (du poids sec). Ce composé est considéré comme ayant des propriétés antinutritionnelles parce qu’il se lie à des minéraux comme le calcium, le fer, le zinc et le cuivre et inhibe leur absorption.

## Activités pharmacologiques
La graine de soja ne peut être consommée crue, en raison de sa richesse en facteurs antinutritionnels qui réduit sa digestibilité et la rend impropre à la consommation humaine. Diverses techniques culinaires de trempage, de chauffage et de fermentation ont été trouvées en Asie qui permettent d’élaborer des aliments à base de soja, digestes, très riches en protéines et peu coûteux. Le tofu (ou pâté de soja) en Chine, et deux produits obtenus par fermentation du soja, le natto au Japon ou le tempeh en Indonésie, sont déclinés depuis des siècles sous de nombreuses formes dans ces pays asiatiques. Le soja a commencé à entrer dans l’alimentation humaine en Occident à la fin du XXe siècle, quand le Brésil à la suite des États-Unis en a produit en grande quantité. Pour être accepté par les consommateurs occidentaux, le soja a été promu sous une forme semblable au lait et laitages. Le lait et ses produits dérivés n’étant pas traditionnellement consommés en Asie orientale, le soja y est présenté sous forme solide, alors qu’en Europe où la consommation des laitages est très ancienne, le soja a été présenté sous la forme liquide du lait de soja et de la crème dessert.
L’exposition aux isoflavones (aux propriétés phyto-œstrogéniques) très différentes des populations asiatiques et occidentales expliquerait les résultats contrastés des études épidémiologiques sur les bienfaits et risques de la consommation du soja.
Si l’apport moyen journalier en isoflavones, exprimé en génines, peut atteindre 30-50 mg/jour chez les Japonais adultes, la consommation d’un Français adulte serait voisine 26 µg/jour, en moyenne - hormis les 1 % de personnes qui consomment régulièrement des produits dérivés du soja et qui de ce fait, peuvent ingérer 15 mg/jour,.
Les isoflavonoïdes du soja et l’équol (le métabolite de la daidzéine), se fixent avec une faible affinité sur les récepteurs aux œstrogènes. On les considère généralement comme des modulateurs des récepteurs aux œstrogènes, ayant un effet ambivalent, œstrogénique et anti-oestrogénique, selon le tissu.  L’effet global est un effet œstrogénique faible.

### Effets des isoflavones sur les bouffées de chaleur
La faible fréquence des bouffées de chaleur chez la femme asiatique ont conduit de nombreux chercheurs à réaliser des essais cliniques pour évaluer l’efficacité des isoflavones du soja pour réduire la fréquence et la sévérité de ces symptômes. Une synthèse et méta-analyse de Howes et al. en 2006 a conclu que la prise d’isoflavone pouvait « produire une légère à modeste réduction du nombre de bouffées de chaleur journalière chez la femme ménopausée ».
Une nouvelle synthèse et méta-analyse de Taku et al. en 2012, portant cette fois sur des isoflavones de synthèse ou extraits (pris à la dose médiane de 54 mg d’équivalent génine, durant 6 à 12 mois), conclut qu'ils sont significativement plus efficaces que le placebo pour réduire la fréquence et la sévérité des bouffées de chaleur.

### Effets sur le cancer de la prostate
Une méta-analyse de Hwang et al.  (2009) portant sur des études de cohortes et de cas témoins, effectuées en Corée, au Japon et en Chine, indique que la consommation d’aliments à base de soja peut diminuer les risques de cancer de la prostate. La génistéine et la daidzéine sont associées à un risque plus faible de cancer de la prostate. Une méta-analyse de Applegate et al. (2018), ayant élargi les cas d’inclusion des aliments à base de soja et d’isoflavone a conforté les observations qui indiquaient que la consommation d’aliment à base de soja est associée à un risque réduit de cancer de la prostate. Une fois dans les cellules les isoflavones peuvent agir comme des agonistes ou des antagonistes des récepteurs des œstrogènes (RE), selon le type de cellules et la concentration en œstrogènes présents. Les cellules de la prostate ont une concentration plus élevée en récepteurs d’œstrogènes de type bêta (RE-β) sur lesquelles la génistéine se lie préférentiellement et induit une réduction de la prolifération cellulaire. Toutefois, selon les auteurs, d’autres études seront encore nécessaires pour conforter l’association entre consommation de soja et réduction des risques de cancer de la prostate.

### Effets sur le cancer du sein
La faible mortalité par cancer du sein chez les femmes asiatiques a conduit les chercheurs à se demander si leur consommation régulière et importante de soja n’était pas impliquée dans cette protection. Les premières études donnèrent des résultats contradictoires que Jean Bruneton explique par la qualité inégale des études, l’hétérogénéité des populations incluses et les différences notables d’appréciation des apports en soja. Une méta-analyse de Wu et al.  de 2008, a apporté un éclairage intéressant sur la question. En stratifiant les études en fonction de l’origine géographique, cette méta-analyse a confirmé, sur la base de 8 études incluant des Asiatiques ayant une alimentation riche en soja, que le cancer du sein chez ces femmes asiatiques, diminue d’autant plus que la consommation est élevée (20 mg par jour, ou plus, d’isoflavones versus 5 mg/jour). Deux de ces études, à Shanghai et à Los Angeles, ont montré que l’effet protecteur au risque de cancer du sein est surtout associé à une consommation de soja durant l’adolescence. L’équipe de Wu et al. a aussi retenu les études des populations occidentales dont l’alimentation est pauvre en soja (le niveau médian est de 0,3 mg/jr) pour lesquelles ils concluent à l’absence de relation chez la femme occidentale entre consommation de soja et diminution de cancer du sein.
Une méta-analyse ultérieure (de 2014) a confirmé aussi  que la prise d’isoflavones apportés par le soja pouvait diminuer le risque de cancer du sein aussi bien pour les femmes pré- que post-ménopausées dans les pays d’Asie. Par contre pour les femmes des pays occidentaux, pré- et post-ménopausées, il n’y a pas de données suggérant une association entre les isoflavones du soja et le cancer du sein.  
Toutefois Catherine Bennetau-Pelissero ne cesse depuis quelques années de mettre en garde contre la surconsommation de soja par quelques groupes de population occidentale. Elle considère que les isoflavones de soja sont à la fois pro-prolifératrices in vivo sur cellules saines chez la femme et in vitro à des doses biodisponibles sur cellules tumorales. Elle rappelle notamment que Sathyamoorthy et al. , après examen des données cellulaires, ont observé que sur les cellules MCF-7 (retenues par l’OCDE pour classer les composés de l’environnement à risque), les isoflavones ont des effets proliférateurs aux doses inférieures à 10-20 µM. Ultérieurement, il a été montré que cet effet proliférateur n’était pas systématique, car par exemple sur les cellules mammaires ne possédant que des récepteurs ER-β, les effets étaient plutôt antagonistes de celui de l’œstradiol. Malgré cette restriction, un certain nombre d’études sur l’animal ont montré que les isoflavones peuvent stimuler la prolifération de lignées tumorales. Ainsi Ju et al. ont établi que des concentrations physiologiques de génistéine stimulaient la croissance de tumeurs de cancer du sein humain œstrogénodépendantes (MCF-7) implantées chez les souris nues athymiques, en fonction de la dose administrée.
A contrario, plusieurs auteurs ont montré que les isoflavones de soja pouvaient prévenir le développement de tumeurs chimioinduites si elles étaient administrées en préadolescence, . Les corrélations entre prise de soja et diminution du risque de cancer du sein établies par les études épidémiologiques en Asie pourraient alors s’expliquer par le fait que durant l’adolescence et la première partie de la vie, les femmes asiatiques consomment régulièrement du soja. L’imprégnation des cellules du sein par les isoflavones  augmenterait leur différentiation et protégerait leur ADN. À l’opposé, sur les cellules âgées et éventuellement déjà cancéreuses, les isoflavones accéléraient la multiplication de ces cellules et donc la croissance des tumeurs.

### Effets sur le cancer de l’endomètre
Ollberding et al. ont mené une analyse prospective auprès 46 027 femmes (vivant à Hawaï et Los Angeles) suivies pendant 16 ans, afin d'évaluer l'effet de l’apport en isoflavone au regard du risque de la survenue du cancer de l’endomètre (la muqueuse de l’utérus). Les quintiles prenant le plus d’isoflavones, de daidzéine et de génistéine sont associés avec un risque relatif réduit du cancer de l’endomètre respectivement, de 34 %, 36 % et 34 %, comparés au quintile en prenant le moins.

### Recommandations
D’après la synthèse de l’Afssa de 2005, les études scientifiques font ressortir deux périodes pour lesquelles une exposition aux isoflavones serait défavorable : in utero et juste après la naissance ainsi qu'à la ménopause.
Les nouveau-nés, intolérants au lait de vache et qui sont nourris par des préparations à base de protéines de soja, sont exposés à des concentrations qui dépassent largement les 1 mg/kg de poids corporel par jour, recommandés par l’Afssa, en raison de leur faible poids et de la monotonie de leur régime alimentaire. Au regard du principe de précaution, certains auteurs recommandent de ne pas utiliser de préparation à base de soja jusqu’à la troisième année de l’enfant (Bennetau-Polissero, Bocquet et al.).
Aux États-Unis, il a été aussi estimé que les bébés nourris avec des préparations à base de soja ingéraient des doses d’isoflavones (relativement à leur poids) supérieures aux doses des femmes qui en prenaient pour accroître la longueur de leur cycle menstruel. Une étude de l’American Academy of Pediatrics de 2016 indique qu’il n'existe aucune preuve concluante provenant de populations animales, humaines adultes ou infantiles que les isoflavones alimentaires de soja peuvent nuire au développement, à la reproduction ou à la fonction endocrinienne des humains. Ils concluent que chez les nourrissons, bien que des préparations à base d'isolat de protéines de soya puissent être utilisées pour favoriser la croissance et le développement normaux, il existe peu d'indications pour leur utilisation à la place des préparations à base de lait de vache. Ces indications comprennent (1) les nourrissons atteints de galactosémie et de carence héréditaire en lactase (rare) et (2) dans les situations où un régime végétarien est préférable.
Chez les femmes avec un cancer du sein, la génistéine sanguine est corrélée à l’expression des gènes de prolifération . Conformément au rapport de l’Afssa-Afssaps, les isoflavones seraient à éviter chez les femmes ménopausées n’ayant pas été modérément et régulièrement confrontées au soja précédemment, et présentant des antécédents personnels ou familiaux de cancers du sein.
Pour le Comité de nutrition de l'American Heart Association l'efficacité et l'innocuité des isoflavones de soja dans la prévention ou le traitement du cancer du sein, de l'endomètre et de la prostate ne sont pas établies. Pour cette raison, les compléments alimentaires d’isoflavone ne sont pas recommandés. Par contre, de nombreux produits à base de soja devraient être bénéfiques pour la santé cardiovasculaire et la santé en général en raison de leur teneur élevée en acides gras polyinsaturés, en fibres, en vitamines et en minéraux et de la faible teneur en acides gras saturés.

## Utilisations
La plus grande partie de la production est destinée à l'alimentation des animaux d'élevage, sous forme de farine et de tourteaux.

### Utilisation directe
Selon les analyses de Lester Brown, en 2005, sur les 220 millions de tonnes de soja produites dans le monde, 15 millions de tonnes (6,8 %) sont consommées « directement » (sans trituration mais avec trempage, cuisson et/ou fermentation, et broyage) par les humains sous forme de tofu, natto, sauce de soja, lait de soja, desserts au soja , etc. En 2012, environ 6 % des graines de soja sont consommées telles quelles, principalement dans les pays asiatiques, comme la Chine, le Japon et l’Indonésie.

### Trituration
Les graines de soja contiennent de 18 à 21 % d'huile et de 36 à 40 % de protéines. L'essentiel des graines sont triturées et transformées en :
- huile : 45,7 millions de tonnes produites[45],[46] (par trituration et raffinage) produite en 2014 dans le monde, dont 7 % servent d'agrocarburant[47].
- tourteaux de soja, riches en protéines : 180 millions de tonnes produites[48] pour nourrir les animaux d'élevage ( porc, volaille, bœuf, et poissons d'élevage).

### Alimentation humaine

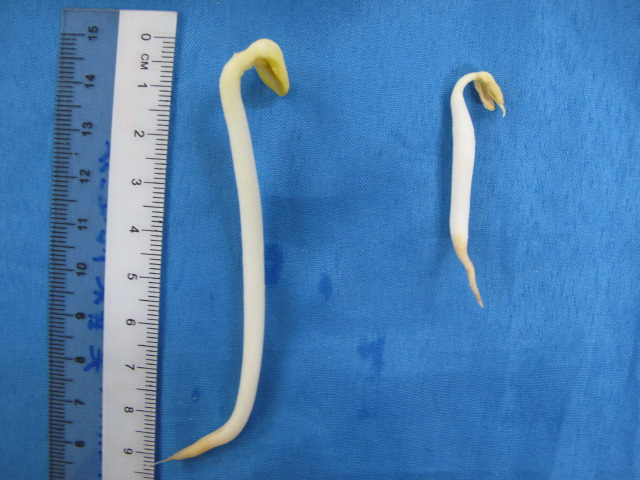
Germes de soja Glycine max et Vigna radiata.

Le soja renferme une grande quantité de protéines, de glucides, de lipides, de vitamines A et B, de phosphore, de potassium, de calcium, de magnésium, de zinc et de fer.
Le soja dans l'alimentation humaine est utilisé, surtout en Chine et au Japon, sous plusieurs formes. Son intérêt diététique est d'être une source protéique non carnée, apportant peu de calories en raison de son ratio élevé de protéine/lipides. De plus il est dépourvu de cholestérol et pauvre en acides gras saturés.
- Aliments non fermentés
  - La farine de soja est riche en protéines et pauvre en glucides. Elle est souvent mélangée à d'autres farines.
  - Le lait de soja (chinois : dòujiāng (豆浆), coréen : duyu (두유), japonais : tōnyū (豆乳), vietnamien : sữa đậu nành) est une boisson, non laitière, riche en protéines, pauvre en lipides et en calcium et sans cholestérol. Il sert à la fabrication des « yaourts » de soja.
  - L'huile de soja est une huile alimentaire de bonne qualité ayant un ratio oméga-6/oméga 3 de 7, proche de la proportion idéale de 5, selon l'ANSES[49]. C'est la deuxième huile alimentaire consommée dans le monde, après l'huile de palme. Les acides gras insaturés étant relativement sensibles à la température, et générateurs de chaînes polycycliques cancérigènes à température de cuisson (benzopyrènes), cette huile ne doit pas être employée en friture. Sa composition moyenne est la suivante[50] :
    - Acides gras saturés : 15 %
    - Acides gras monoinsaturés (oméga-9) : 22 %
    - Acides gras poly-insaturés : 59 %
    - Acide linoléique (oméga-6) : 52 %
    - Acide α-linolénique (oméga-3) : 7 %

  - Le tofu est fabriqué à partir de lait de soja qui, une fois caillé, donne une purée, elle-même transformée en une sorte de fromage qui peut être utilisé tendre, ferme ou frit.
  - Les edamame (枝豆) sont des fèves de soja immatures, encore vertes, bouillies ou cuites à la vapeur.
  - Les germes de soja jaune. Nota : Les graines de soja Glycine max contiennent des composés toxiques (présence d'antitrypsine)[51], elles sont indigestes crues et sont consommées cuites ou fermentées.

Les « germes de soja » vendus en France sont souvent des jeunes pousses de haricot mungo (Vigna radiata, ex. Phaseolus, également appelé « soja vert ») de 3 à 5 jours. Ils peuvent être consommés crus, les enzymes qu'ils contiennent facilitant leur digestion. Ils n'ont rien de commun avec le soja (Glycine max, ou « soja jaune »), plus gros, reconnaissable à leur graine jaune vif (voir photos) ; cependant, les « germes de soja » (jaune), sont aussi consommés, après cuisson, en Asie et on peut les trouver en France chez les quelques rares fabricants de tofu frais (comme ceux du quartier de Belleville à Paris) ou dans les magasins tenus par des Chinois migrant de la Chine continentale ou de Taïwan, moins fréquemment chez ceux tenus par les Chinois migrants d'Indochine qui ne vendent pas les mêmes produits. On les y trouve sous forme de sauté, de braisé, en soupe ou encore dans des plats comme le kongnamul-muchim (cuisine coréenne).
Dans l'industrie alimentaire, des ingrédients alimentaires à base de soja sont employés dans de nombreux produits courants :
- La lécithine de soja, un additif alimentaire (E322) au rôle d'émulsifiant, très utilisée dans le chocolat.
- La farine de soja, déshuilée ou non.
- Les protéines de soja texturées, qui peuvent remplacer partiellement ou totalement la viande.
- Les concentrés et les isolats de soja, produits plus riches en protéines que la farine (jusqu'à 90 %), utilisés en particulier dans les substituts de repas et les aliments infantiles.
- Aliments fermentés
- Le tofu fermenté ou sufu est obtenu en ensemençant du tofu avec des moisissures (du genre Actinomucor, Rhizopus ou Mucor), suivi d'un salage et d'un affinage. Variante : Tofu puant.
- Le tempeh est fabriqué à partir de graines fermentées et a une consistance plus ferme que le tofu.
- Le nattō est fabriqué à partir de graines fermentées et a une consistance plutôt gluante.
- Le miso est fabriqué à partir d'une pâte de soja fermentée et peut être utilisé dans les soupes, les sauces et comme aromate.
- Le shoyu, communément appelé « sauce soja », est une sauce fabriquée à partir de graines de soja fermentées et d'une céréale torréfiée, fermentée et vieillie, avec un goût plus doux que le tamari.
- Le tamari est une sauce de soja fermentée, sans blé, au goût plus prononcé que celui du shoyu.

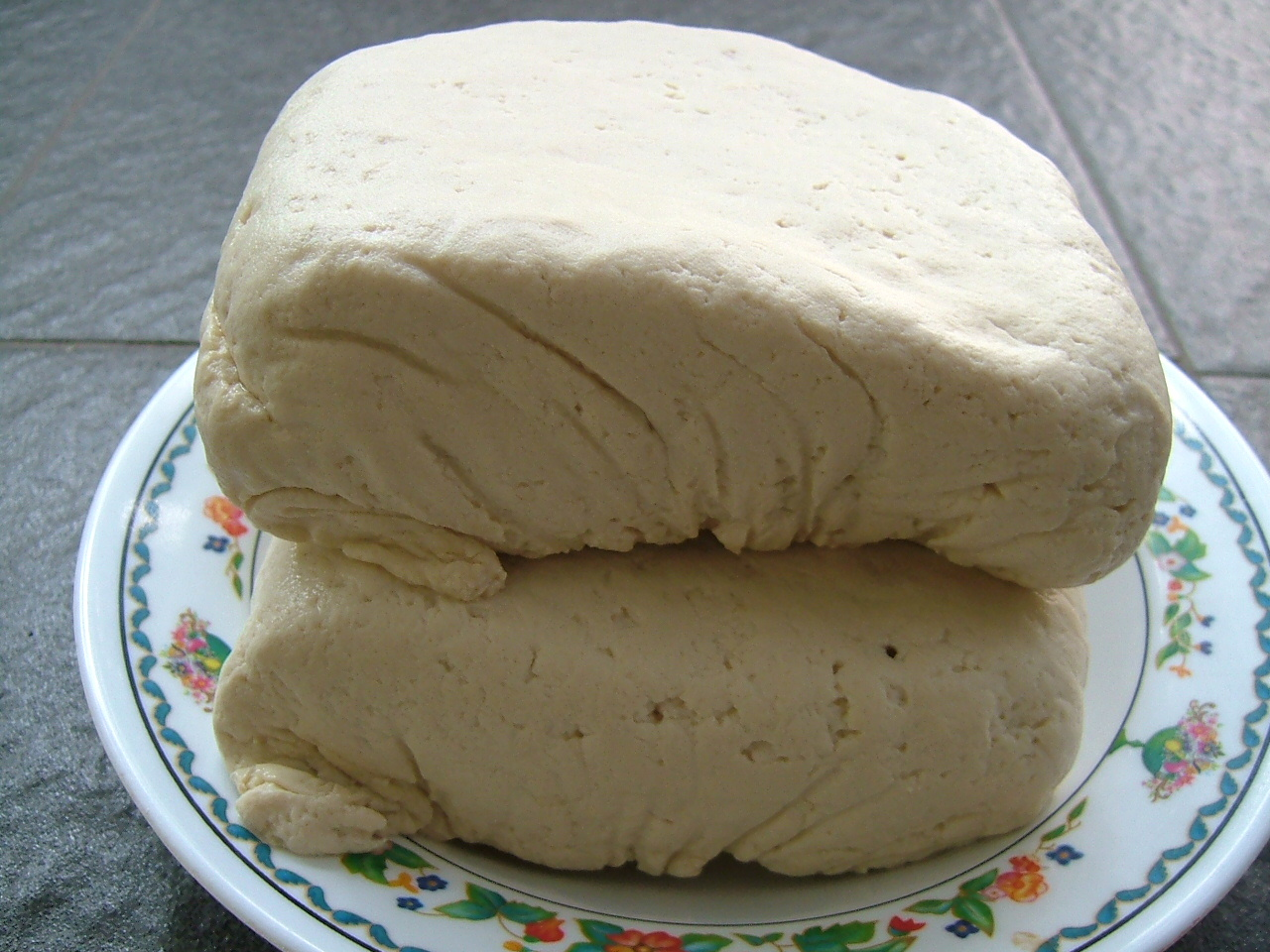
Tofu.
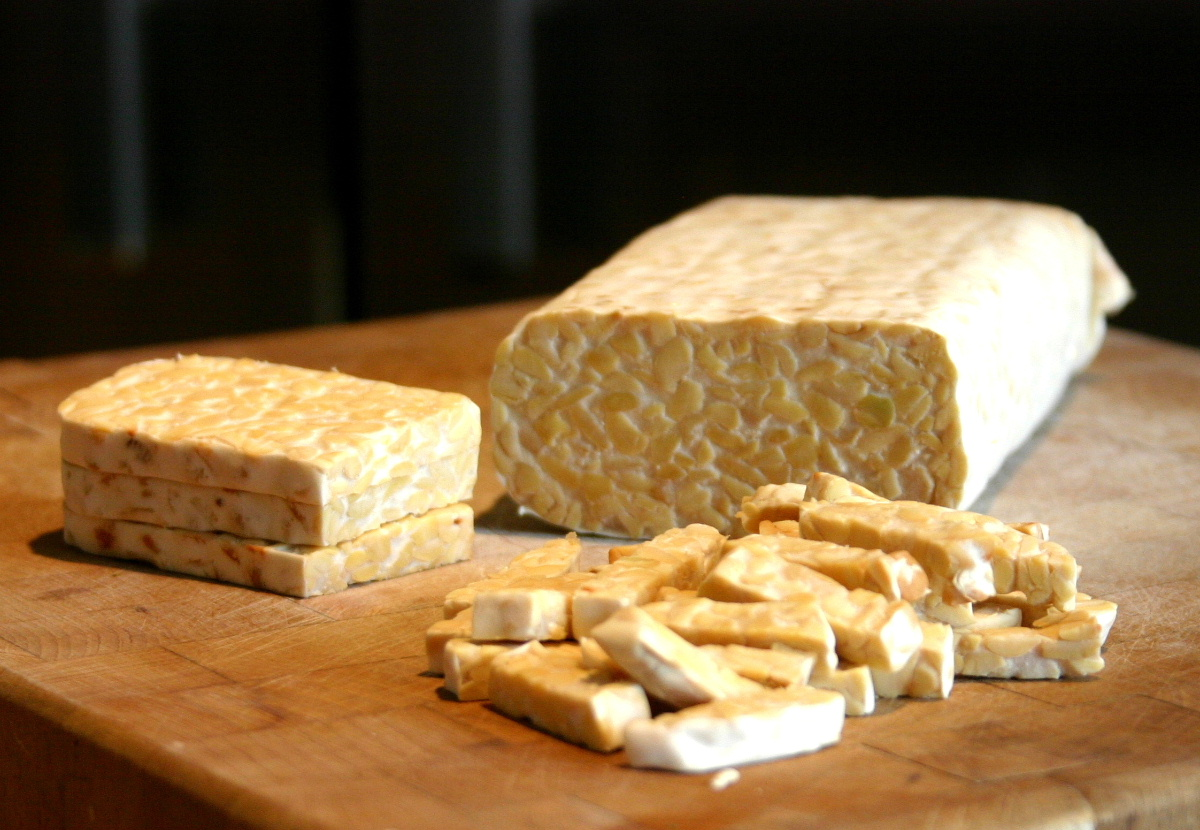
Tempeh.
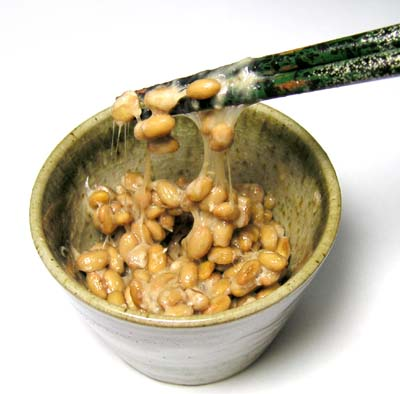
Nattō.
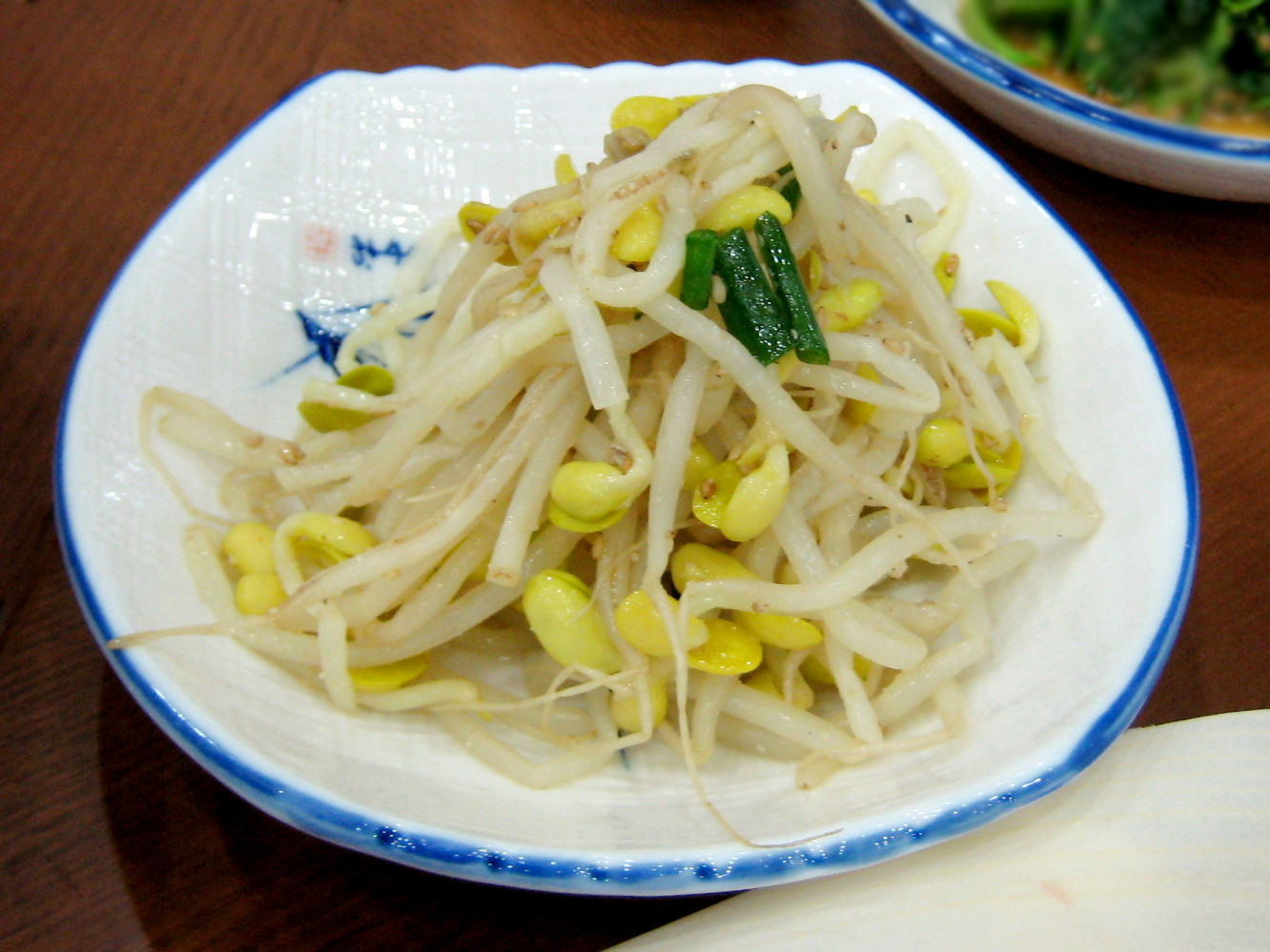
Germes de soja jaune dans le kongnamul coréen.
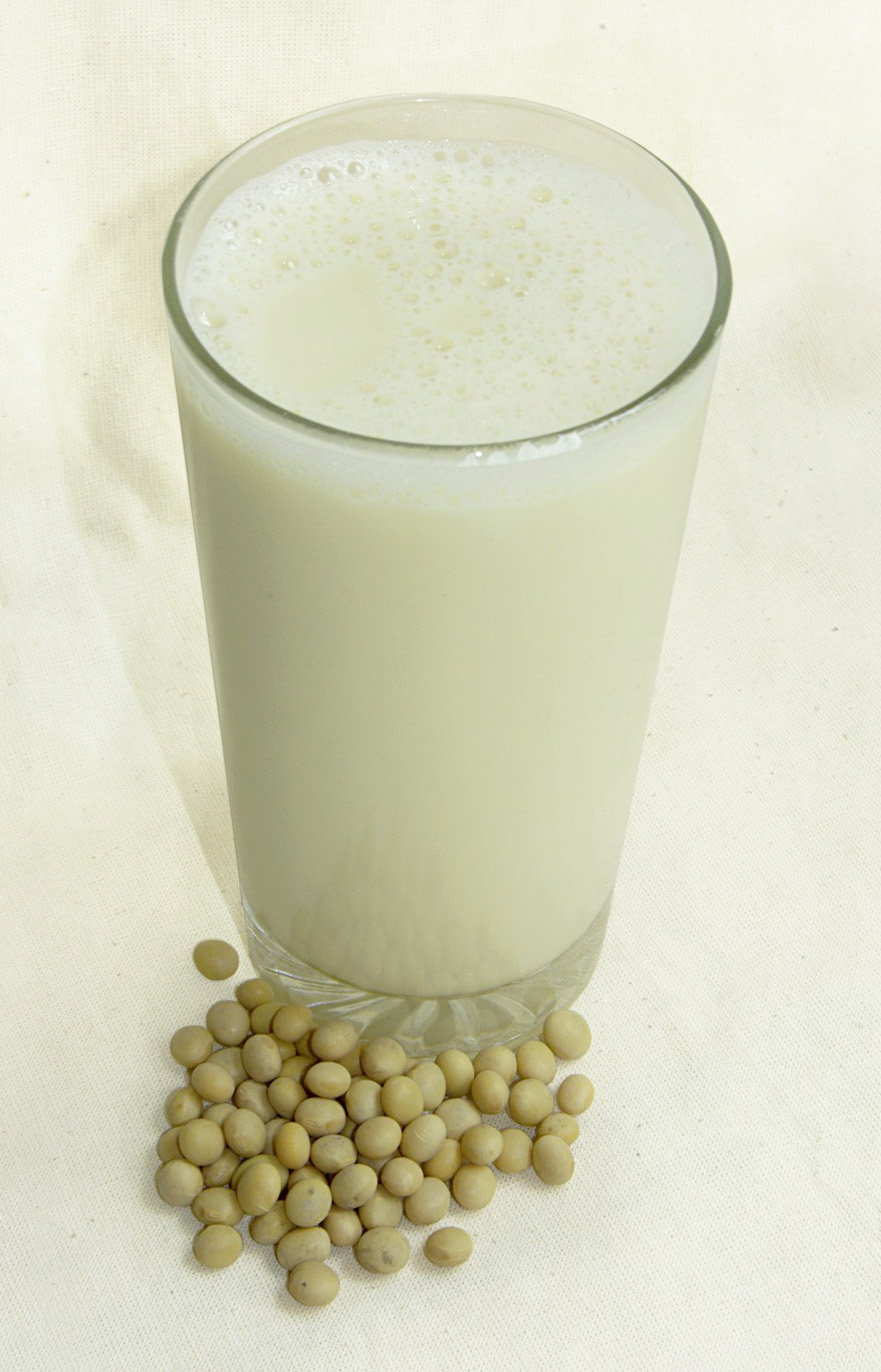
Lait de soja.
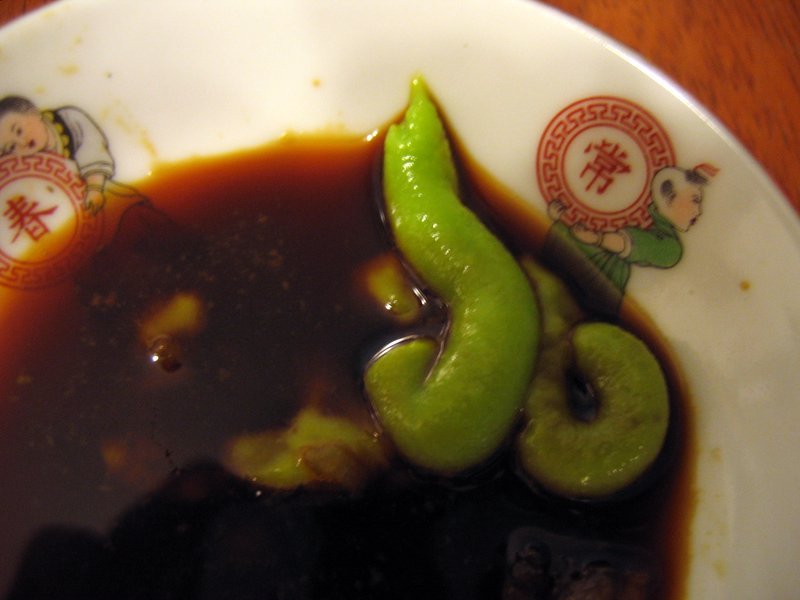
Sauce soja et wasabi.
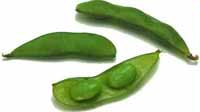
Edamame.
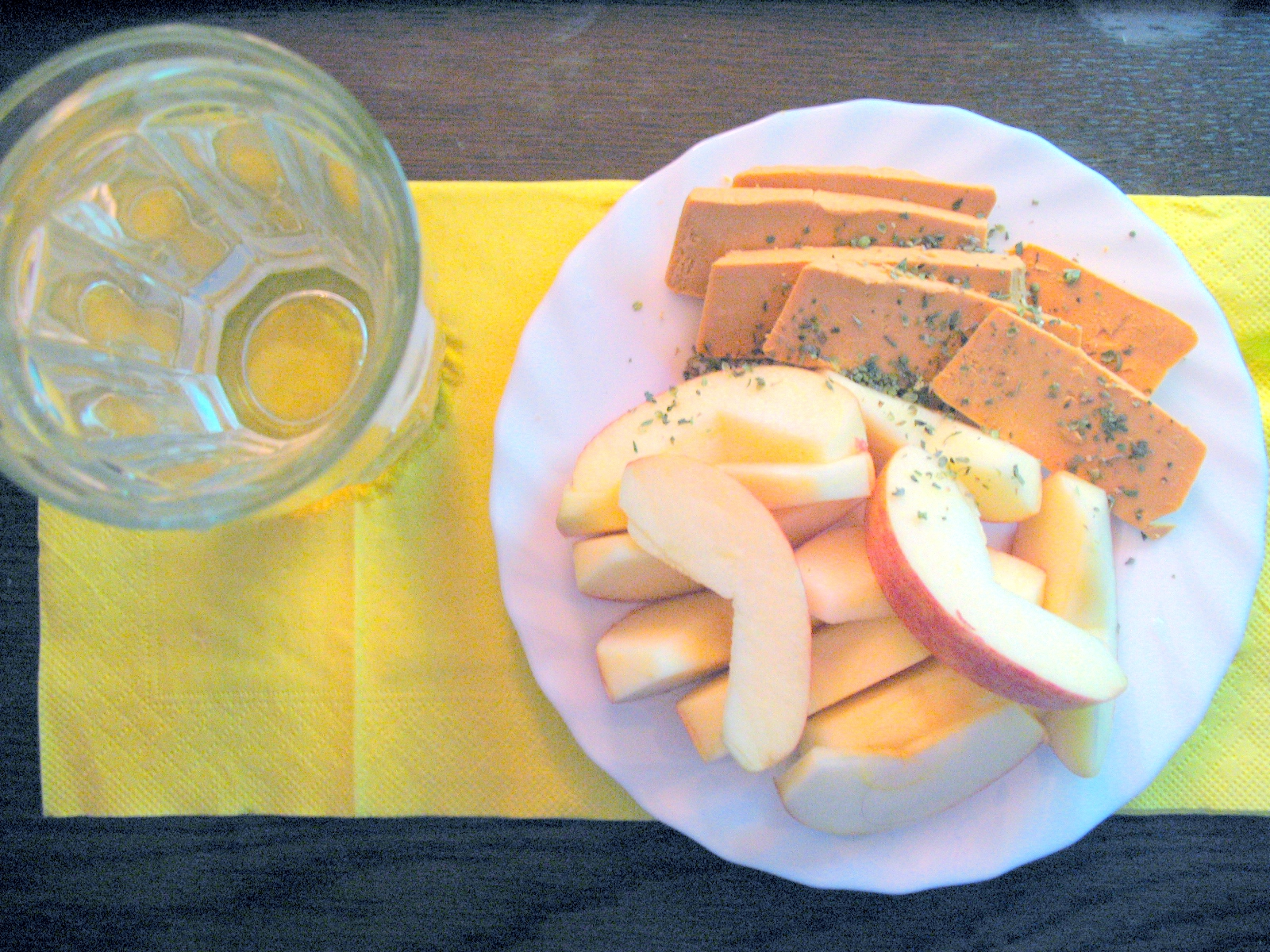
« Fromage » végétal.

### Alimentation animale
Sous-produit de la trituration des graines, le tourteau de soja, avec une teneur en protéines brutes de l'ordre de 45 %, trouve un intérêt évident dans l'alimentation des vaches laitières, des porcs et de la volaille. Le WWF estime que les ¾ de la production mondiale de soja est destinée à l’alimentation animale,. 
Dérivées des tourteaux, les protéines texturées de soja sont largement utilisées dans les aliments de pisciculture et pour les animaux de compagnie.
La farine ou le tourteau de soja sont également la principale source de protéines de l'alimentation des porcs et des volailles :
- Ainsi, aux États-Unis, en 2011, 35,6 millions de tonnes[53] de tourteaux de soja ont été produites. 93 % de ce soja était d'origine transgénique[54] ;
- En France, le soja représente 70 % des tourteaux consommés[55]. Il faut signaler que les tourteaux doivent être toastés (cuits) avant consommation pour supprimer des facteurs anti-nutritionnels présents naturellement dans les graines[56].

### Allergie
Le soja, comme toutes les légumineuses, contient aussi de nombreuses protéines naturellement allergènes. La graine doit donc être transformée, soit par cuisson, soit par fermentation, avant consommation. Le soja et les produits du soja sont considérés comme des aliments naturellement allergènes listés par le Règlement 1169/2011 au même titre que d'autres aliments allergènes, tels que le lait, les œufs, les arachides, les noix ou les crustacés. Les boissons au soja présentent une solution alternative aux produits laitiers dans les populations qui n’en consomment pas pour des raisons telles que l’intolérance au lactose, l’allergie aux protéines du lait de vache, des préférences gustatives ou encore par choix éthique. Quelques études ont constaté une allergie croisée à la protéine de soja avec celle de lait de vache dans 30 % des cas,,.
Les principales protéines responsables d’allergie au soja sont présentes dans la pellicule de la graine. Des facteurs comme le stress subi lors de sa culture et les procédés industriels peuvent influencer son potentiel allergène. La sécheresse, le froid et les milieux salés sont des stress abiotiques qui imposent aux plantes des changements métaboliques globaux. Les stress biotiques sont nombreux et ont pour origine les virus, les organismes phytophages et les agents pathogènes. Le soja est aujourd'hui reconnu comme étant un allergène professionnel dans l'industrie, en raison de prolamines, des protéines aéroallergènes de la coque, responsables d'asthmes sévères.
Certaines protéines végétales, produites dans des conditions particulières, présentent un pouvoir allergène mineur comme des protéases ou des inhibiteurs de trypsine.